# École impériale du Service de santé militaire de Strasbourg
L’École impériale du Service de santé militaire de Strasbourg est une ancienne école militaire française formant des médecins et des pharmaciens des armées. Créée en 1856, elle est dissoute en 1870. L'école fonctionnait en association avec la faculté de médecine de l'université de Strasbourg, cette dernière assurait la formation des futurs médecins. Elle était située sur les places du Château et de la Cathédrale.

## Histoire

### Les origines
Le service de santé des armées est créé par un édit royal en 1708, mais il ne bénéficie pas à l'origine d'un enseignement spécifique. Pour l'armée de terre, l'ordonnance de 1747 officialise l'enseignement médical dans les Hôpitaux Militaires des places. Recrutés parmi des bacheliers, formés dans les hôpitaux militaires d'instruction de Lille, Metz et Strasbourg, devenus Écoles du second degré en 1836, les futurs médecins sont envoyés au Val-de-Grâce, « Hôpital de perfectionnement ».
La révolution de 1848, dégradant les conditions de fonctionnement de ces écoles, entraînèrent leur fermeture en 1850. Le recrutement se fit alors à partir de médecins civils thèsés, qui sont initiés aux règlements militaires et professionnels par un enseignement complémentaire dispensé au Val de Grâce. La guerre de Crimée (où le corps expéditionnaire français perdit près de 80 000 hommes) décime le corps médical : 120 médecins et pharmaciens y meurent, surtout en raison d'épidémies. Le déficit en médecin impose d'abandonner le mode de recrutement de 1850 et de revenir à la formation des élèves dans une école préparatoire. C'est Strasbourg qui est choisi pour accueillir la nouvelle école.

### L’école impériale du service de santé militaire de Strasbourg
Le 12 juin 1856, Napoléon III signe le décret impérial instituant deux écoles : l'une préparatoire à Strasbourg, l'autre d'application à Paris, près du Val de Grâce. Le 3 novembre 1856, l'école accueille ses premiers élèves. Cependant, de nombreuses discussions avaient été préalablement nécessaire. Tout d'abord, l'école assurerait-elle la totalité de la formation des élèves, ou serait-elle associée à la faculté de médecine ? Le deuxième solution étant retenue, le faculté de médecine de Strasbourg offrit d'instruire jusqu'à 240 étudiants. Mais elle rejette le casernement, le port de l'uniforme ainsi qu'un enseignement complémentaire et une école d'application, craignant de voir « à l'intérieur de l'Université un esprit de ségrégation ». Un accord se fait sans que le port de l'uniforme et la discipline ne soient remis en cause. De même, à la suite d'incidents, le casernement est rétabli en 1860.
À la tête de cette nouvelle école, résolument placée sous le signe de l'avant-garde médicale, est nommé un des plus célèbres chirurgiens de l'époque, Sédillot, précurseur de l'asepsie opératoire et inventeur du mot « microbe ». L’École du Service de Santé Militaire instituée près la faculté de médecine de Strasbourg, qui devient dès 1864 l'École impériale du service de santé militaire, forme ainsi près de mille médecins et quatre-vingt-dix pharmaciens (recrutés à partir de 1864). La population adopte vite ces jeunes soldats dont le grand uniforme est à l'origine de l'appellation affectueuse de « carabins rouges ». Logés dans l'hôpital militaire jusqu'en 1861, date de l'ouverture des bâtiments de l'école, ils bénéficient d'un enseignement complémentaire assurés par des répétiteurs ainsi que par des professeurs militaires. Après quatre années d'études, les élèves militaires deviennent docteur en médecine au même titre que leurs condisciples civils.
Déclarée le 19 juillet 1870, la guerre modifie l'enseignement de l'école, les élèves en dernière année d'étude rejoignant l'armée du Rhin. Cependant, contre toute attente, l'ennemi va encercler Strasbourg pendant un mois et demi, et lui faire subir un bombardement meurtrier. L'école reçoit le baptême du feu, sur ses bâtiments mais aussi dans le personnel de ses élèves, qui se couvriront de gloire et dont plusieurs verseront leur sang au service des blessés ; enfin, l'école sombre dans la capitulation de Strasbourg et l'annexion de l’Alsace-Moselle. Malgré sa courte durée de vie (14 ans) cette école forme 1 054 médecins dont certains appartiennent à l'histoire de le médecine, notamment Alphonse Laveran qui découvrit à Constantine l'hématozoaire du paludisme et est en 1907 le premier Prix Nobel de médecine français. L'École de Lyon, ouverte en 1889, conserve pieusement les reliques de cette école originelle dans sa Salle de Tradition.
L’ancienne école est occupée aujourd’hui par la direction des musées et le Cabinet des estampes et des dessins de Strasbourg. Le rez-de-chaussée donnant sur la place de la cathédrale par une agence de La Poste.

Vues de la place de la Cathédrale et du Château
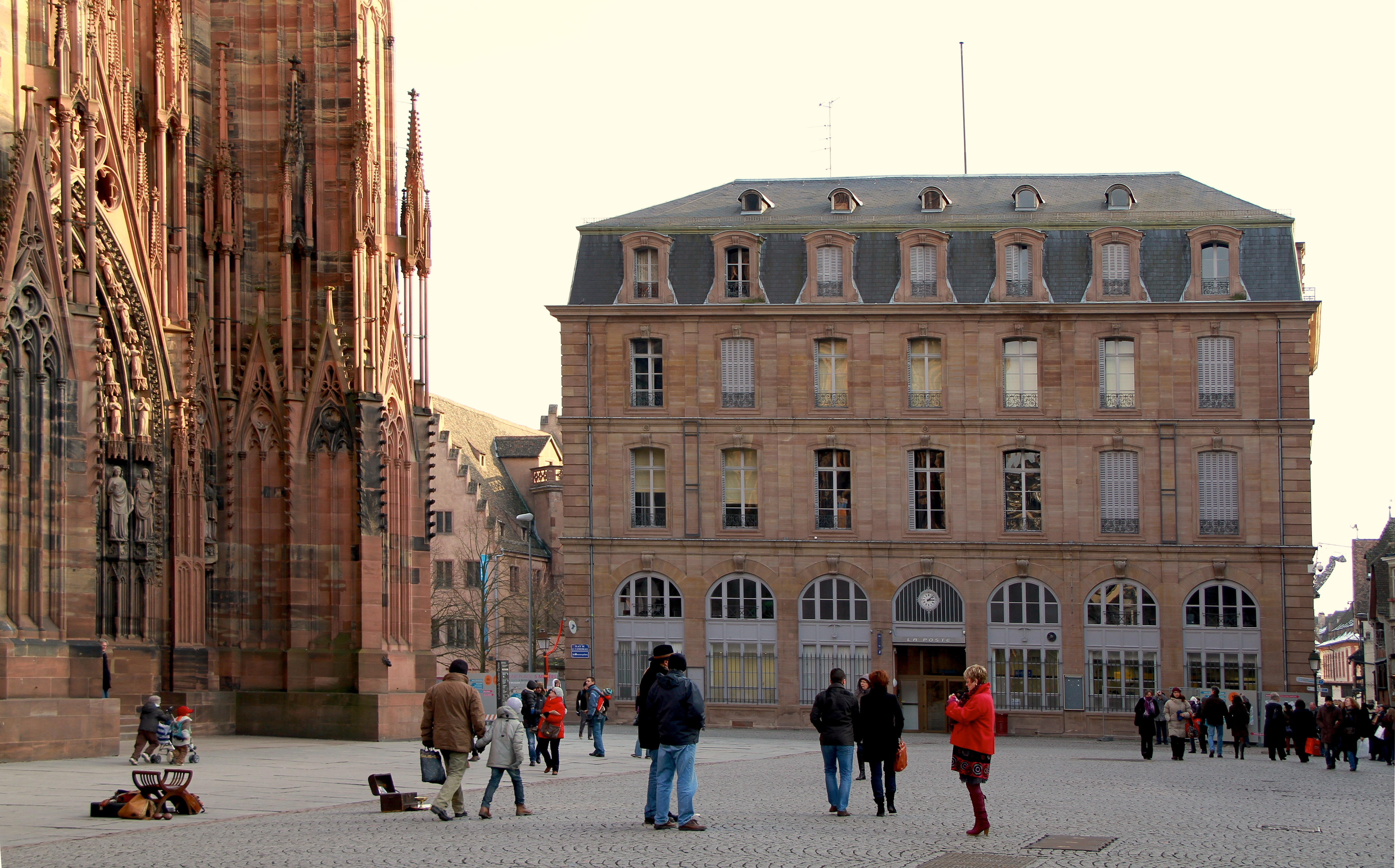
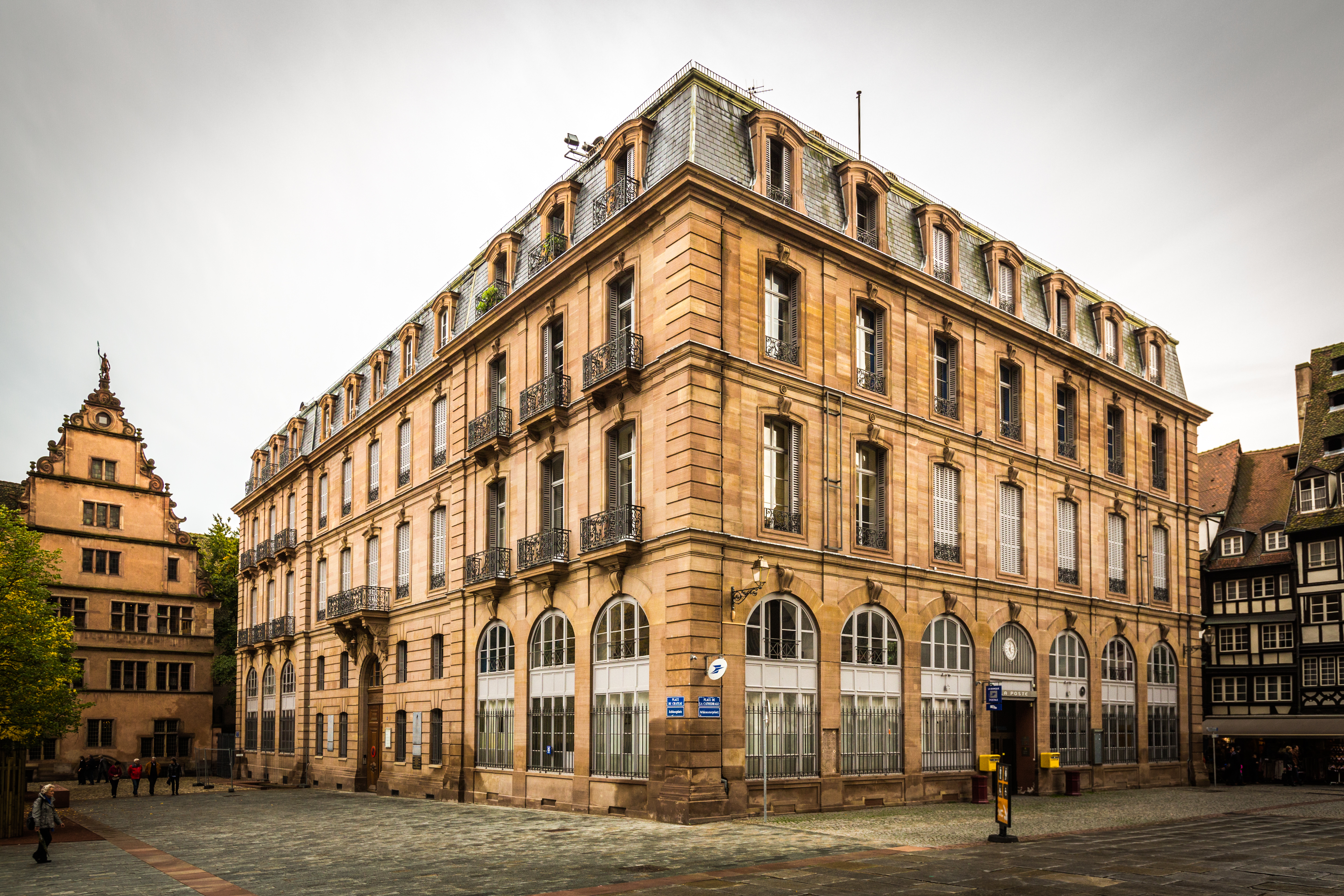

## Anciens élèves
- Louis-Jacques Begin (1793-1859), chirurgien militaire
- François Maillot (1804-1894), médecin militaire
- Charles-Emmanuel Sédillot (1804-1883), chirurgien, créateur avec Pasteur et Littré du mot « microbe »
- Jean-Antoine Villemin (1827-1892), médecin militaire, hygiéniste et épidémiologiste
- Eugène Koeberlé (1828-1915), chirurgien humaniste
- Gustave Gaujot (1828-1913), médecin-chef de l'hôpital à qui il a donné son nom
- Camille Louis Husson (1843-1886), élève pharmacien de 1864 à 1867
- Alexandre Lacassagne (1843-1924), médecin légiste, expert près des tribunaux
- Jules Harmand (1845-1921), médecin, explorateur et diplomate.
- Alphonse Laveran (1845-1922), Prix Nobel de médecine
- Jean Bonnier (1846- ), préfet de l’Aveyron, puis du Gard
- Edmond Delorme (1847-1929), médecin chirurgien
- Maurice Jeannel (1850-1918), chirurgien, doyen de la Faculté de Médecine de Toulouse
- Charles Burlureaux (1851-1927), médecin et psychiatre français

Plaques commémoratives
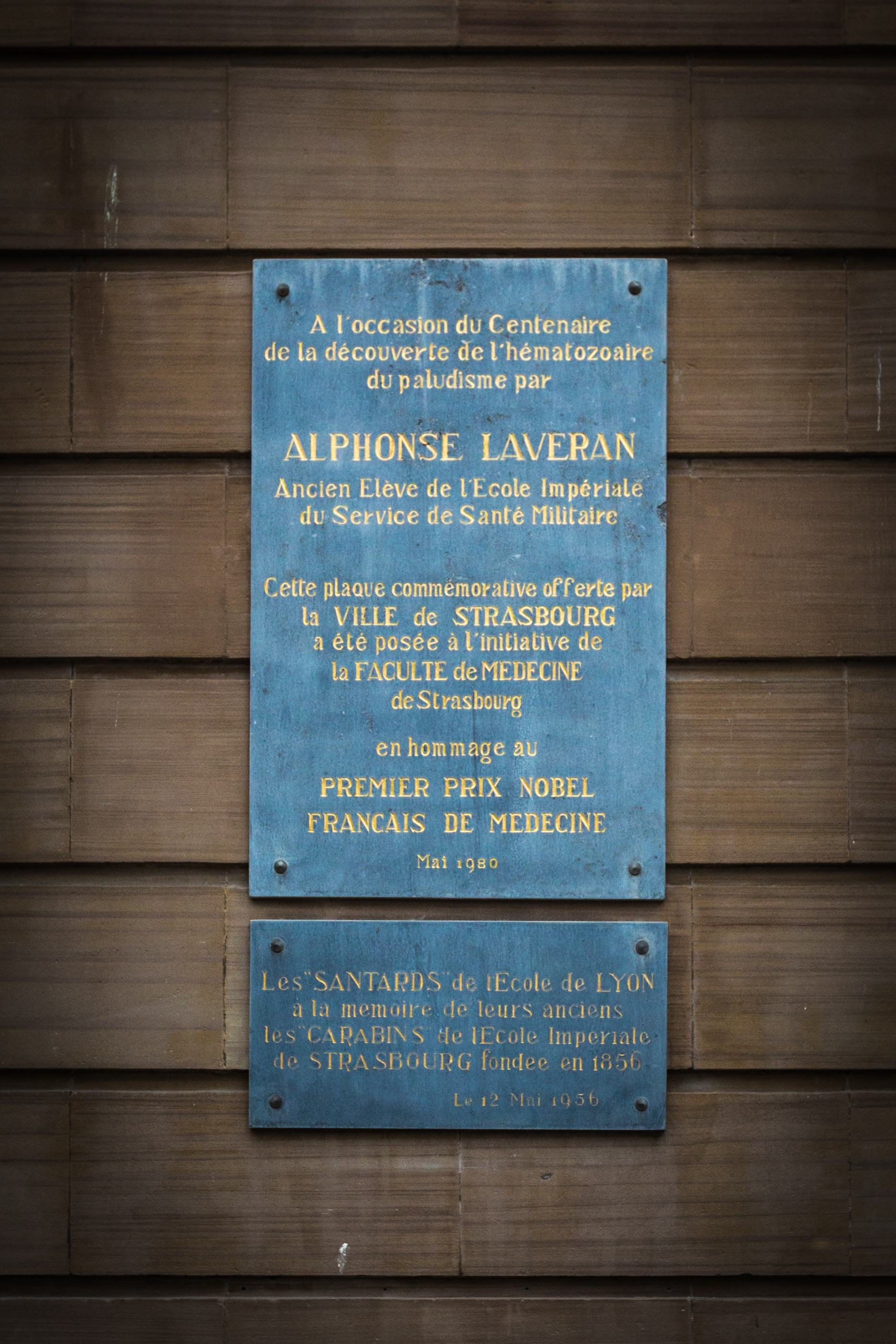
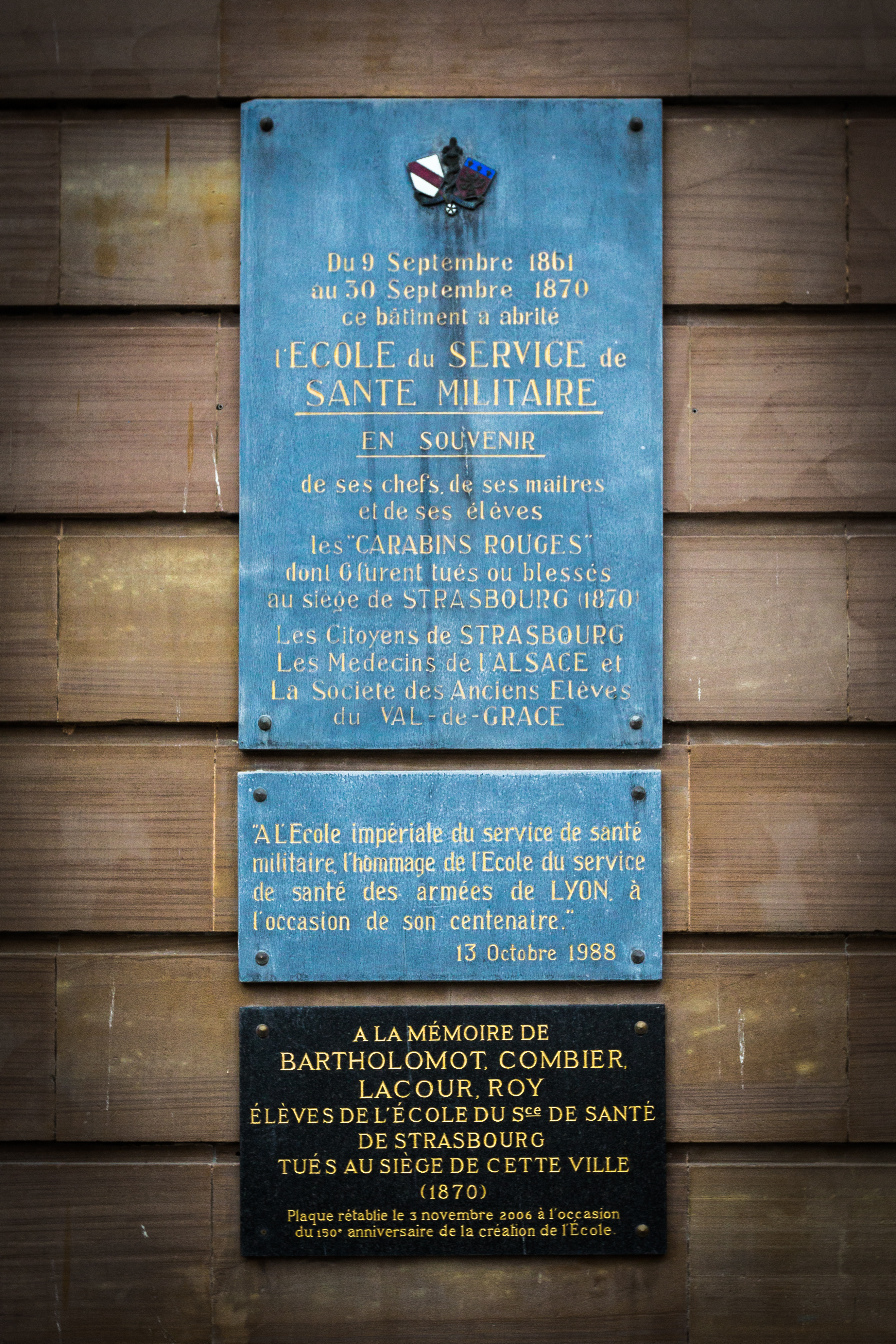